# Drosera burkeana
Drosera burkeana är en sileshårsväxtart som beskrevs av Jules Émile Planchon. Drosera burkeana ingår i släktet sileshår, och familjen sileshårsväxter.
Artens utbredningsområde är:
- Angola.
- Kongo-Kinshasa.
- Madagaskar.
- Malawi.
- Moçambique.
- Tanzania.
- Sydafrika
  - Free State.
  - Gauteng.
  - Norra Kapprovinsen.
  - Västra Kapprovinsen.
  - Östra Kapprovinsen.
  - KwaZulu-Natal.
  - Limpopoprovinsen.
  - Mpumalanga.
  - Nordvästprovinsen.
- Uganda.
- Zambia.
- Zimbabwe.

Inga underarter finns listade i Catalogue of Life.